# دیگرپرندگان
دیگرپرندگان (به لاتین: Metaves) یک گروه بحث‌برانگیز است که توسط فین و هود (2004) و سپس بر اساس مطالعات اریکسون و همکاران (۲۰۰۶) و هاکت و همکاران (2008) نجات یافت. این گروه شامل چندین دودمان است که در اوایل تکامل نومرغان متنوع شدند. این گروه شامل آوندریختان (مرغ‌های مگس، بادخورک‌ها، شبگردسانان و پرندگان وابسته)، کبوترسانان، کوکرسانان، یلوه‌زمینی‌سانان، آفتاب‌بوتیمارسانان (بوتیمار آفتابی و کاگو)، نوک‌سرخیان و شگفت‌مرغان (فلامینگو و کشیم) است، اما اعضای دقیق دگرپرندگان و روابط آن‌ها بین این مطالعات و این گروه تنها توسط ژن β-فیبرینوژن پشتیبانی می‌شود.